# Matrizes gama
Em física matemática, as matrizes gama, {\displaystyle \{\gamma ^{0},\gamma ^{1},\gamma ^{2},\gamma ^{3}\}}, também conhecidas como matrizes de Dirac, são um conjunto de matrizes que satisfazem uma determinada relação de anticomutação que assegura que essas matrizes geram a álgebra de Clifford Cℓ1,3(R).
Na representação de Dirac, as quatro matrizes covariantes de Dirac se escrevem
{\displaystyle \gamma ^{0}={\begin{pmatrix}1&0&0&0\\0&1&0&0\\0&0&-1&0\\0&0&0&-1\end{pmatrix}},\quad \gamma ^{1}={\begin{pmatrix}0&0&0&1\\0&0&1&0\\0&-1&0&0\\-1&0&0&0\end{pmatrix}}}
{\displaystyle \gamma ^{2}={\begin{pmatrix}0&0&0&-i\\0&0&i&0\\0&i&0&0\\-i&0&0&0\end{pmatrix}},\quad \gamma ^{3}={\begin{pmatrix}0&0&1&0\\0&0&0&-1\\-1&0&0&0\\0&1&0&0\end{pmatrix}}.}